# Strupczewo Duże
Strupczewo Duże (prononciation : [strupˈt͡ʂɛvɔ ˈduʐɛ]) est un village polonais de la gmina de Brudzeń Duży dans le powiat de Płock de la voïvodie de Mazovie dans le centre-est de la Pologne.
Il se situe à environ 3 kilomètres au sud-ouest de Brudzeń Duży (siège de la gmina), 20 kilomètres au nord-ouest de Płock (siège du powiat) et à 115 kilomètres au nord-ouest de Varsovie (capitale de la Pologne).

## Histoire
De 1975 à 1998, le village appartenait administrativement à la voïvodie de Płock.